# Türkischer Hip-Hop
Als Türkischer Hip-Hop wird der Ende der 1980er Jahre und Anfang der 1990er Jahre in Deutschland entstandene türkischsprachige Hip-Hop bezeichnet, der eine zu dieser Zeit als Folge der Einwanderung aus der Türkei in die Bundesrepublik Deutschland entstehende deutsch-türkische Jugendsubkultur hervorgebracht hat. Er vereinigt Elemente des deutschen und amerikanischen Hip-Hop mit traditionellen türkischen Instrumenten und Melodien sowie der türkischen Sprache und wurde später insbesondere in der Türkei zu einem erfolgreichen Genre. In deutschsprachigen und europäischen Ländern lebende Interpreten türkischer Abstammung bieten „türkischen Hip-Hop“ bisweilen auch in deutscher oder englischer Sprache dar.

## Geschichte

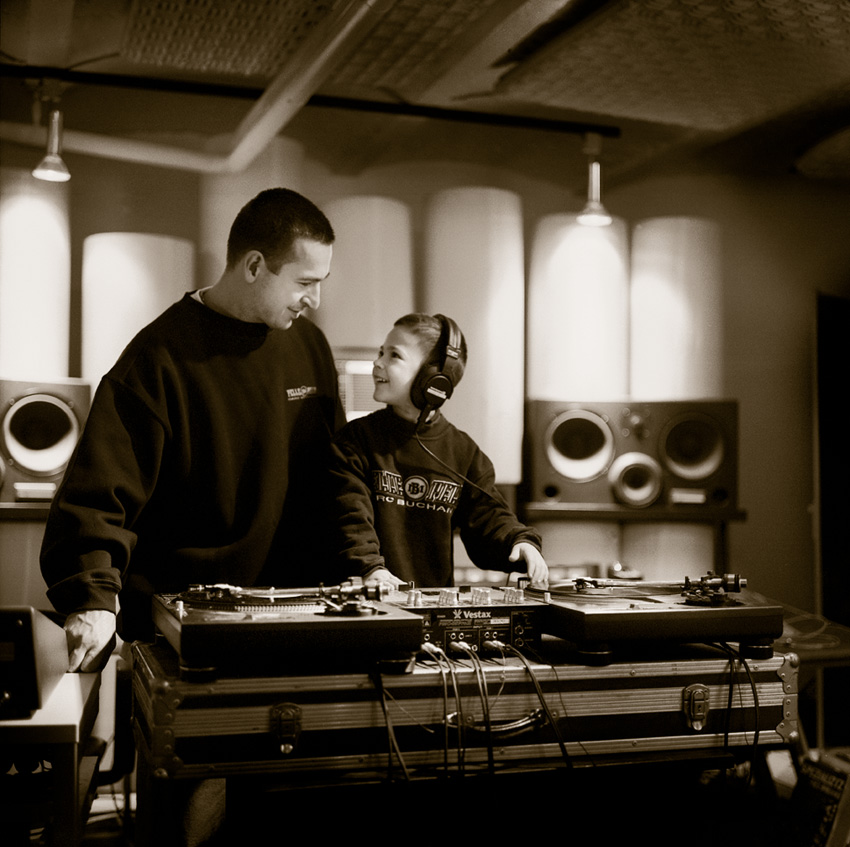
DJ Derezon mit seinem Sohn (2002)

Barbara John und der Berliner Senat förderten in den 1980er Jahren in der Jugendarbeit Türkische Hip-Hop-Projekte. Eine der ersten bekannt gewordenen türkischen Rap-Crews Islamic Force wäre beispielsweise laut dem Migrationsforscher Mark Terkessidis „ohne institutionelle Unterstützung in Jugendtreffs etc. wahrscheinlich (gar) nicht zustande gekommen“. Die Gruppe bestand aus Boe-B, Maxim, Cut’ em T, Dj Derezon und Killa Hakan, war in den 1980er Jahren aktiv, rappte in türkischer und englischer Sprache und veröffentlichte mehrere Maxi Singles: My Melody / Istanbul (1990), The Whole World is Your Home (1992), den Sampler Halt keine Gewalt (1992) und das Album Mesaj (1998).
Als erste türkische Hip-Hop-Band gilt allerdings Karakan aus Nürnberg. Diese hat bereits Mitte der 1980er Jahre auf türkisch gerappt und auch veröffentlicht. Sie entstand als Soloprojekt des Rappers alper aga, der gleichzeitig Mitglied in der Gruppe „King Size Terror“ war, eine der ersten Hip-Hop-Bands in Deutschland, die bereits 1991 eine LP mit dem Titel The Word is Subversion veröffentlichten. Mastermind und Produzent der Gruppe K.S.T war „Chill Fresh“.
Seit der deutschen Wiedervereinigung und der zunächst ansteigenden Zunahme fremdenfeindlicher Anschläge in Deutschland verzeichnete die deutsch-türkische Hip-Hop-Kultur, deren Motive gern mit der schwarzen Hip-Hop-Bewegung in Amerika verglichen werden, ein besonderes Wachstum und Erfolg. Die Fresh Familee wurde nach dem Brandanschlag von Solingen als erste migrantische Hip-Hop-Band aus Türken und anderen Ausländern auch außerhalb der Migrantengemeinschaft bekannt, allerdings aufgrund ihrer englischsprachigen Darbietung ohne dezidiert als „Türkische Hip-Hop“-Gruppe wahrgenommen zu werden.
Türkischsprachige Bands arbeiteten textlich zu dieser Zeit alles andere als Massen kompatibel zum damaligen deutschen Markt:

„Für alle türkischen Jugendlichen auf der Welt haben wir einen neuen Weg in der Musik gefunden / (…) Wir freuen uns. / Doch für die Deutschen verdrecken wir nur ihr Vaterland,/nehmen ihnen die Arbeitsplätze weg und sind eine Last. / Unerwartet werden wir erfolgreich. / Die Zeit ist reif, mit der Musik zu rebellieren – denn die Deutschen haben es auf dein Leben abgesehen und beschimpfen dich.“

International und auch in der deutschen Mehrheitsgesellschaft wirklich bekannt gemacht hat türkischsprachigen Hip-Hop erst der deutsche Band-Zusammenschluss Cartel. Cartel bestand aus verschiedenen türkischen Rapgruppen und einzelnen Rappern wie Cinai Sebeke, Erci E, Karakan etc. Neben einem ersten größeren Widerhall Türkischen Hip-Hops in europäischen Medien hatten die Deutschtürken in der ursprünglichen Heimat ihrer Eltern großen Erfolg, nach Einschätzung der Islamwissenschaftlerin Maria Wurm „weil sie aus dem Westen stammte(n) und noch mehr, weil sie etwas Türkisches darstellte(n), das im Westen anerkannt war“.
Erst nach dem Erfolg von Cartel entstand in der Türkei überhaupt eine Hip-Hop-Szene. Gruppengründungen in Deutschland stiegen jetzt noch stärker an.
Zum türkischen Hip-Hop werden gemeinhin neben türkischsprachigen Künstlern auch die englisch und deutschsprachigen (die in der Türkei erfolgreichen Cartel sangen neben türkisch auch bereits englisch und deutsch) Rapper türkischer Abstammung gerechnet. Insbesondere die deutschsprachigen Vertreter werden in den letzten Jahren aber meist zum Deutschen Hip-Hop gerechnet. Aziza A. brachte zum Beispiel 1997 als gleichsam erste türkische Rapperin ihr Album Es ist Zeit (1997) auf den Markt.

### Gegenwart und Ausblick
Der Deutschtürke Kool Savas gilt derzeit als einer der besten Rapper einer sich mehr und mehr kommerzialisierenden deutschsprachigen Undergroundszene. Killa Hakan, früher Islamic-Force-Mitglied, rappt auch heute noch auf Türkisch. Fuat, früher MOR-Mitglied, lebte bis vor kurzem in Berlin und jetzt in Istanbul.
Sagopa Kajmer aus Istanbul ist auch als Produzent unter dem Namen DJ Mic Check erfolgreich.

## Bekannte Vertreter
- Alpa Gun
- Apache 207
- Automatikk
- Ayben
- Aziza A
- Azra
- Bass Sultan Hengzt
- Bektas
- Caput
- Capo
- Cartel
- Ceza
- DJ Mahmut & Murat G.
- Eko Fresh
- Eno
- Ercandize
- Erci. E
- Ezhel
- Fuat
- G-Hot
- Geeflow
- Haftbefehl
- Islamic Force (Gruppe)
- Karakan
- Killa Hakan
- Kool Savas
- Makale
- Maxim
- Melendiz
- Mert
- Microphone Mafia
- Muhabbet
- Sagopa Kajmer
- Summer Cem
- Tachiles
- Volkan T.
- Ufo361
- Mero
- Jazn
- Pashanim